# Kevin Anderson (basket-ball)
Pour les articles homonymes, voir Kevin Anderson et Anderson.
Kevin Anderson, né le 21 décembre 1988 à Atlanta, en Géorgie, est un joueur américain de basket-ball. Il évolue au poste de meneur.

## Biographie
Le 25 juillet 2011, il signe son premier contrat professionnel à Strasbourg, dans le championnat français.
Durant l'été 2012, il participe au training camp avec les Cavaliers de Cleveland mais il est coupé le 10 octobre. Il est envoyé en D-League, aux Charge de Canton qui le coupent le 18 décembre 2012. Le 22 décembre 2012, il signe en Italie à Cantù. Le 3 avril 2013, il rejoint Massagno en Suisse où il ne jouera qu'un match.
Le 26 septembre 2013, il signe en Grèce à Ilysiakos. Le 28 janvier 2014, il signe en Turquie à Aliağa Petkim.